# 久山田町
久山田町（ひさやまだちょう）は、広島県尾道市の町名。郵便番号722-0021（尾道郵便局管区）。

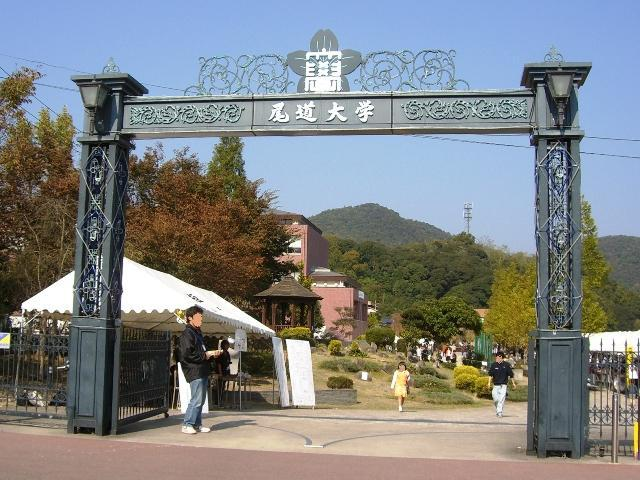
尾道市立大学正門

## 歴史
- 1951年 - 御調郡深田村大字久山田が尾道市に編入され、久山田町となる[1]

## 施設

### 金融機関
- 日本郵便久山田簡易郵便局
- 尾道市農業協同組合久山田出張所

### ダム
- 久山田水源地

## 教育機関
- 尾道市立大学 - 尾道市唯一の大学